# Achromát

Achromatická soustava

Achromát je objektiv, soustava čoček, kde je korigována otvorová vada pro jednu vlnovou délku (barvu) a pro dvě vlnové délky chromatická (barevná) vada (aberace) a se sníženou sférickou vadou. Nejjednodušší achromát se skládá ze dvou čoček, spojky z lehkého korunového skla (má malou disperzi) a rozptylky z těžkého flintového skla (má velkou disperzi). Při vhodně zvolené křivosti čoček je možné dosáhnout stejnou ohniskovou vzdálenost pro části spektra. Pro ostatní části spektra zůstává malá optická chyba (sekundární spektrum).

## Historie vývoje
- 1729 Hall, první achromát, kombinace dvou skel s různými disperzními vlastnostmi
- 1757 John Dollond, achromatizace objektivu podložená teoreticky, průměr 8–10cm

– vhodný pro měření poloh slabých hvězd
- 1780 Piazzi

– první katalog 8000 hvězd

### 2. polovina 18. století
– zvětšování průměru zrcadel William Herschel –15 cm, měření paralaxy
- 1780 objev Uranu

– 50 cm, měsíce Uranu, čepice Marsu, katalog dvojhvězd
- největší teleskop, průměr 180 cm

### 19. století
–pokrok ve výrobě skla
- 1800 Joseph von Fraunhofer
- 1840 Petzvalův objektiv

– flintové disky 10–35 cm
–přesné měření barev → objev absorpčních čar ve slunečním spektru –sekundární spektrum

### Dokonalé achromáty (konec 19. století)
- George Bassett Clark, zdokonalený achromát
  - 1862 objev průvodce Síria během testování nového 44 cm objektivu
  - 1871 satelity Marsu 66 cm
- Lick observatory 91 cm